# 萨拉·麦克马纳斯
萨拉·麦克马纳斯（瑞典語：Sara McManus，1991年12月13日—），瑞典女子冰壶运动员。她曾代表瑞典获得2018年冬季奥运会女子冰壶比赛金牌。她也在2010年世界青年冰壶锦标赛上获得冠军。